# Čína na Zimních olympijských hrách 1994
Čínu na Zimních olympijských hrách v roce 1994 reprezentuje výprava 24 sportovců (7 mužů a 17 žen) ve 5 sportech.

## Medailisté
| Medaile | Jméno         | Sport          | Soutěž           |
| ------- | ------------- | -------------- | ---------------- |
| Stříbro | Čang Jen-mej  | Short track    | Ženy 500 m       |
| Bronz   | Čchen Lu      | Krasobruslení  | ženy jednotlivci |
| Bronz   | Jie Čchiao-po | Rychlobruslení | Ženy 1 000 m     |